# Ernesto Chiminello
Ernesto Chiminello, italijanski general, * 4. december 1890, † 4. oktober 1943.